# Kockar
Kockar (ruski: Игрок) je knjiga ruskog pisca Fjodora Dostojevskog. Knjiga je prvi put izdana 1867. godine.